# Gli ultimi cento secondi
Gli ultimi cento secondi era un programma televisivo di varietà e giochi trasmesso dal dicembre 1972 al luglio 1973. Andava in onda la domenica pomeriggio sul Programma Nazionale. Gli autori erano Adolfo Perani e Jacopo Rizza, la regia era di Guido Stagnaro mentre la conduzione era affidata a Ric e Gian. La trasmissione prendeva il nome dall'ultima prova che i partecipanti al gioco dovevano sostenere. In questa prova i conduttori ponevano le domande e ad ogni risposta venivano cancellate alcune lettere scritte su un tabellone; il concorrente vinceva se entro il tempo prestabilito di cento secondi riusciva a cancellare tutte le lettere del tabellone. Il programma fu trasmesso per una sola stagione.